# Ralph Percy
 (novembre 2017).
Si vous disposez d'ouvrages ou d'articles de référence ou si vous connaissez des sites web de qualité traitant du thème abordé ici, merci de compléter l'article en donnant les références utiles à sa vérifiabilité et en les liant à la section « Notes et références ».
 (novembre 2017).
Ralph Percy (11 août 1425 – 25 avril 1464) est un chevalier anglais. Gouverneur du château de Bamburgh, il poursuit la résistance pour le compte de la Maison de Lancastre entre 1461 et 1464 dans le Nord de l'Angleterre pendant la Guerre des Deux-Roses.

## Biographie

### Implication dans la Guerre des Deux-Roses
Ralph Percy est un des fils de Henry Percy, 2e comte de Northumberland, et d'Éléonore Neville. Son père est tué lors de la première bataille de St Albans en 1455 en combattant pour les Lancastre et le roi Henri VI. Les fils du comte vouent alors une haine mortelle envers la Famille Neville, rivale des Percy, qui a ordonné l'attaque surprise qui a conduit à la mort de leur père.
Ralph Percy s'implique dans la Guerre des Deux-Roses et est un farouche partisan du roi Henri VI. Il s'enfuit dans le Nord après la victoire de la Maison d'York à la bataille de Northampton en 1460. Au cours de cette bataille, le roi est capturé et Thomas Percy, frère de Ralph, est tué. En 1461, son autre frère Henry, 3e comte de Northumberland, est tué lors de la bataille de Towton qui précipite la chute d'Henri VI et l'avènement du yorkiste Édouard IV.
Après la bataille de Towton, Percy tient les châteaux d'Alnwick, Bamburgh et Dunstanburgh pour le compte d'Henri VI, réfugié en Écosse. Pendant les trois ans qui suivent, ces trois châteaux du Northumberland changent régulièrement de mains. Édouard IV ne participe cependant pas aux combats et laisse agir son puissant allié, Richard Neville, 16e comte de Warwick.

### Connétable des forteresses lancastriennes
En septembre 1461, Warwick s'empare d'Alnwick. En octobre, Ralph Percy se rend et livre Dunstanburgh. Édouard fait preuve de clémence et lui laisse la garde de ce château, essayant de garder la sympathie de la Famille de Percy. En novembre, une armée lancastrienne commandée par William Tailboys reprend Alnwick et Dunstanburgh. À l'été 1462, les yorkistes reprennent Alnwick, qui tombe en juin après un court siège conduit par John Howard et William Hastings. Bamburgh se rend en juillet. En octobre 1462, la reine Marguerite d'Anjou, épouse d'Henri VI, lève une armée de mercenaires en France et débarque dans le Northumberland avec son lieutenant Pierre de Brézé. Ils reprennent Alnwick et Bamburgh, mais s'enfuient lorsqu'ils apprennent que Warwick approche avec une grande armée. Marguerite laisse à Henri Beaufort, 2e duc de Somerset, et à Ralph Percy la défense de Bamburgh.
En décembre 1462, Warwick commence à assiéger Alnwick, Bamburgh et Dunstanburgh. William Neville, Anthony Woodville et John Tiptoft dirigent le siège d'Alnwick. John Neville, le frère de Warwick, doit s'occuper de Bamburgh. Les seigneurs de Scrope, Greystoke and Powis sont responsables de Dunstanburgh. Les trois châteaux tombèrent rapidement. Bamburgh, où Percy et Somerset étaient réfugiés, se rend le 26 décembre. Somerset et Percy sont autorisés à s'en aller après avoir prêté serment d'allégeance à Édouard IV. Dunstanburgh capitule le 28 décembre. Alnwick tient jusqu'à ce que des renforts écossais conduits par de Brézé et le comte d'Angus arrivent le 5 janvier 1463. Warwick n'ose pas affronter l'armée franco-écossaise et se retire mais Angus, craignant qu'il ne s'agisse d'un piège, se retire immédiatement avec la garnison d'Alnwick. Le château se soumet le lendemain à Warwick. Édouard IV continue à poursuivre sa politique de pacification avec les vieilles familles lancastriennes. Ralph Percy est confirmé comme connétable de Bamburgh et Dunstanburgh, tandis qu'Alnwikc est confié à Ralph Grey.
En mars 1463, cette politique échoue à nouveau lorsque Marguerite d'Anjou débarque à nouveau avec des alliés écossais. Percy et Grey changent à nouveau de camp et accueillent la reine lancastrienne. En juin 1463, l'armée écossaise décide de venir en aide à ses alliés lancastriens et met le siège devant le château de Norham. Le jeune roi d'Écosse Jacques III, sa mère Marie d'Egmont ainsi que la famille royale lancastrienne viennent en personne assister au siège. Warwick et son frère John Neville avancent au devant de Norham, et surprennent en juillet les Écossais et les lancastriens, qui sont contraints à la fuite. Cet échec met à mal le moral écossais, et en décembre 1463, Édouard IV accepte une trêve de dix mois avec le gouvernement de Jacques III. Édouard a négocié ce délai afin de lui permettre de capturer à temps les trois châteaux du Northumberland, mais la campagne d'Édouard dans le Nord se décidera finalement en deux batailles.

### La campagne du duc de Somerset et la mort de Percy
En novembre 1463, le duc de Somerset retourne à son ancienne allégeance et rejoint la cour d'Henri VI, réfugié à Bamburgh. La reine Marguerite s'est entretemps enfuie en Bourgogne avec son fils unique Édouard de Westminster afin de solliciter l'aide financière de Philippe le Bon mais celui-ci refuse de trahir Édouard IV, avec lequel il a des liens commerciaux. Marguerite se rend ensuite auprès de Louis XI en France mais il refuse également. Elle s'établit alors à la cour de son propre père René d'Anjou. Pendant ce temps, Somerset rassemble ses partisans et prend le contrôle du Northumberland au nom d'Henri VI.
De leur côté, les yorkistes veulent couper court à la menace d'une invasion écossaise en concluant un accord avec les Écossais. Le Parlement anglais doit se réunir à York le 5 mai 1464 pour discuter des termes d'un accord avec l'Écosse, mais une recrudescence d'activité des Lancastre dans le Northumberland et le Yorkshire du Nord fait qu'il est difficile pour la délégation écossaise de voyager en sécurité jusqu'à York. John Neville est alors envoyé dans le nord avec une petite force pour les escorter jusqu'à York. Somerset essaie de tendre une embuscade à Neville près de Newcastle mais Neville y échappe et continue sa route vers le nord tout en rassemblant plus de troupes. Le 25 avril, Neville surprend l'armée lancastrienne à la bataille de Hedgeley Moor et la met en déroute. Seul Percy et l'avant-garde tentent de résister mais ils sont dispersés. Percy est tué dans la mêlée.
L'armée de Somerset est détruite à la bataille de Hexham le 15 mai 1464. L'anéantissement de l'armée lancastrienne conduit à la capitulation d'Alnwick et Dunstanburgh en juin. Bamburgh est repris après un bref siège en juillet. Le traité de paix signé en mai avec l'Écosse puis la capture finale d'Henri VI en juillet 1465 consacrent la fin de la résistance des Lancastre en Angleterre et marquent la fin de la première phase de la Guerre des Deux-Roses.

## Mariages et descendance
Ralph Percy épouse d'abord Eleanor Acton, avec laquelle il a six enfants :
- Ralph Percy
- Peter Percy
- Henry Percy
- George Percy
- John Percy
- Margaret Percy

Il se marie ensuite avec Jane Teye. Ils ont une fille, Catherine Percy.